# Ordinul dominican
| Ordinul Dominican         | Ordinul Dominican                          |
| ------------------------- | ------------------------------------------ |
|                           |                                            |
| Blazon                    |                                            |
| Nume oficial              | Ordo Praedicatorum                         |
| Nume popular              | Dominicani                                 |
| Fondator                  | Sfântul Dominic, Toulouse                  |
| Data înființării          | 1214                                       |
| Apartenența               | Biserica Catolică                          |
| Sigla                     | OP                                         |
| Deviza                    | Laudare, Benedicere, Praedicare            |
| Statut canonic            | Ordin mendicant                            |
| Vestimentație             | Îmbrăcăminte monahală albă cu scapular alb |
| Ramura femenină/masculină | Dominicane                                 |
| Sit oficial               | curia.op.org                               |
| Ordine religioase         |                                            |

Ordinul dominican (în latină, Ordo Praedicatorum, prescurtat OP) este un ordin călugăresc catolic întemeiat la începutul secolului al XIII-lea de Sfântul Dominic.

## În România
Încă din primul secol al existenței sale ordinul dominican a întemeiat mănăstiri pe teritoriul actual al României, în Transilvania și Moldova. Una din cele mai vechi mănăstiri dominicane din Transilvania este actuala Biserică Franciscană din Cluj. Mănăstiri dominicane au mai existat la Bistrița, Brașov, Odorheiu Secuiesc, Oradea, Sebeș, Sibiu, Sighișoara și Târgu Mureș.
Dominicanii au fost activi în Episcopia de Milcov, afectată de marea invazie mongolă din 1241.
După alungarea lor în contextul Reformei Protestante, dominicanii nu s-au mai întors în Transilvania.

## Dominicani renumiți
- Paulus Hungarus⁠(en)[traduceți], profesor la Bologna, ucis la 10 februarie 1241 în Moldova, fericit
- Albertus Magnus (1200-1280), filosof
- Toma de Aquino (1225-1274), filosof, teolog
- Meister Eckhart (1260-1327), mistic, filosof
- Fra Angelico (1395-1455), pictor renascentist
- Tomás de Torquemada (1420-1498), jurist, inchizitor
- Girolamo Savonarola (1452-1498), predicator, critic al corupției
- Francisco de Vitoria (1480-1546), jurist, fondator al dreptului internațional
- Giordano Bruno (1548-1600), teolog, filosof, victimă a inchiziției
- Dominique Pire (1910-1969), binefăcător, laureat Nobel pentru Pace (1958)
- Alexandre do Nascimento (n. 1925), cardinal arhiepiscop emerit al Luandei
- Lorenzo Piretto (n. 1942), arhiepiscop de İzmir
- Christoph Schönborn (n. 1945), cardinal, arhiepiscop al Vienei